# 瑞士航空330號班機空難

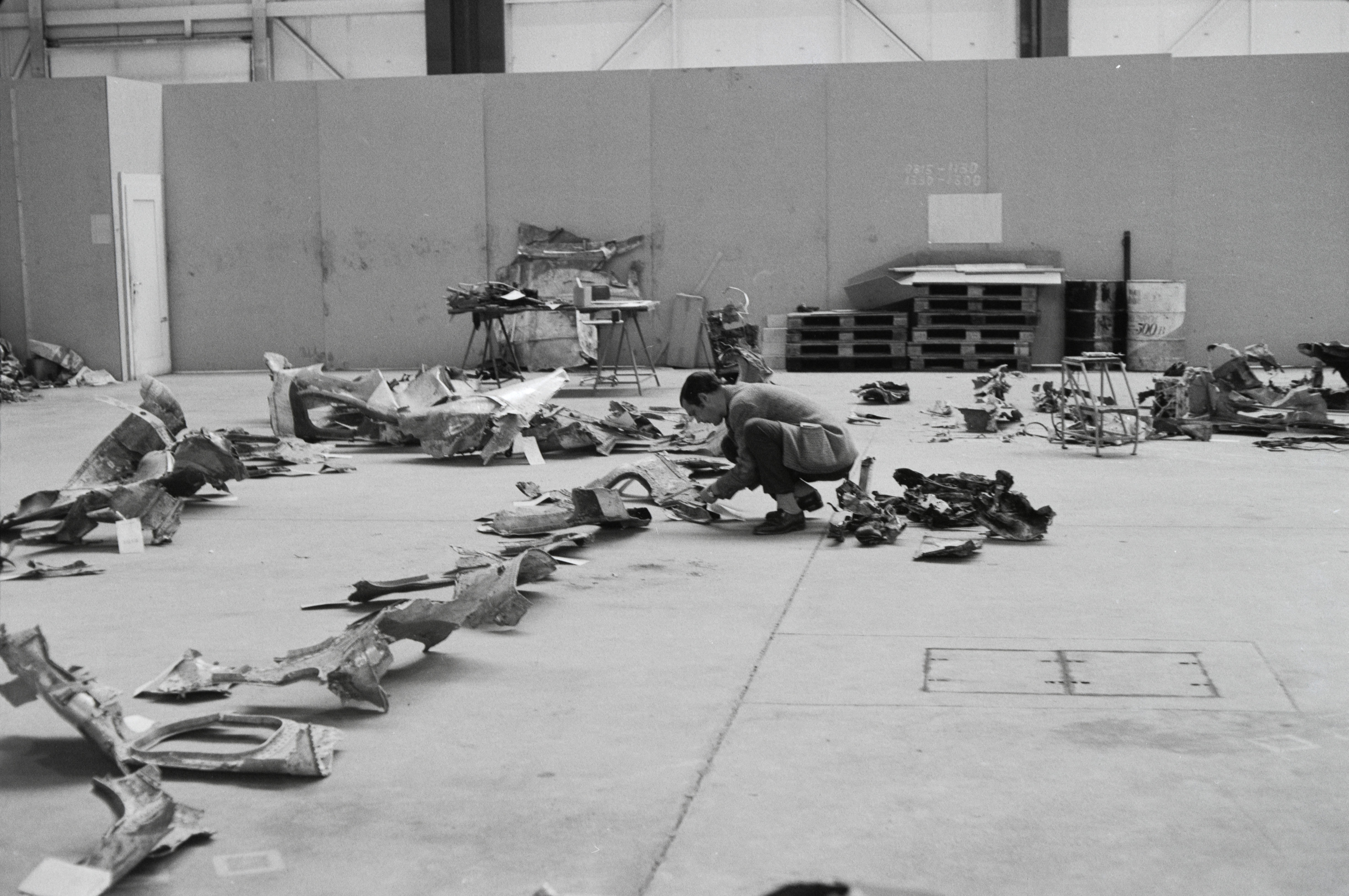
Investigation of the crash debris

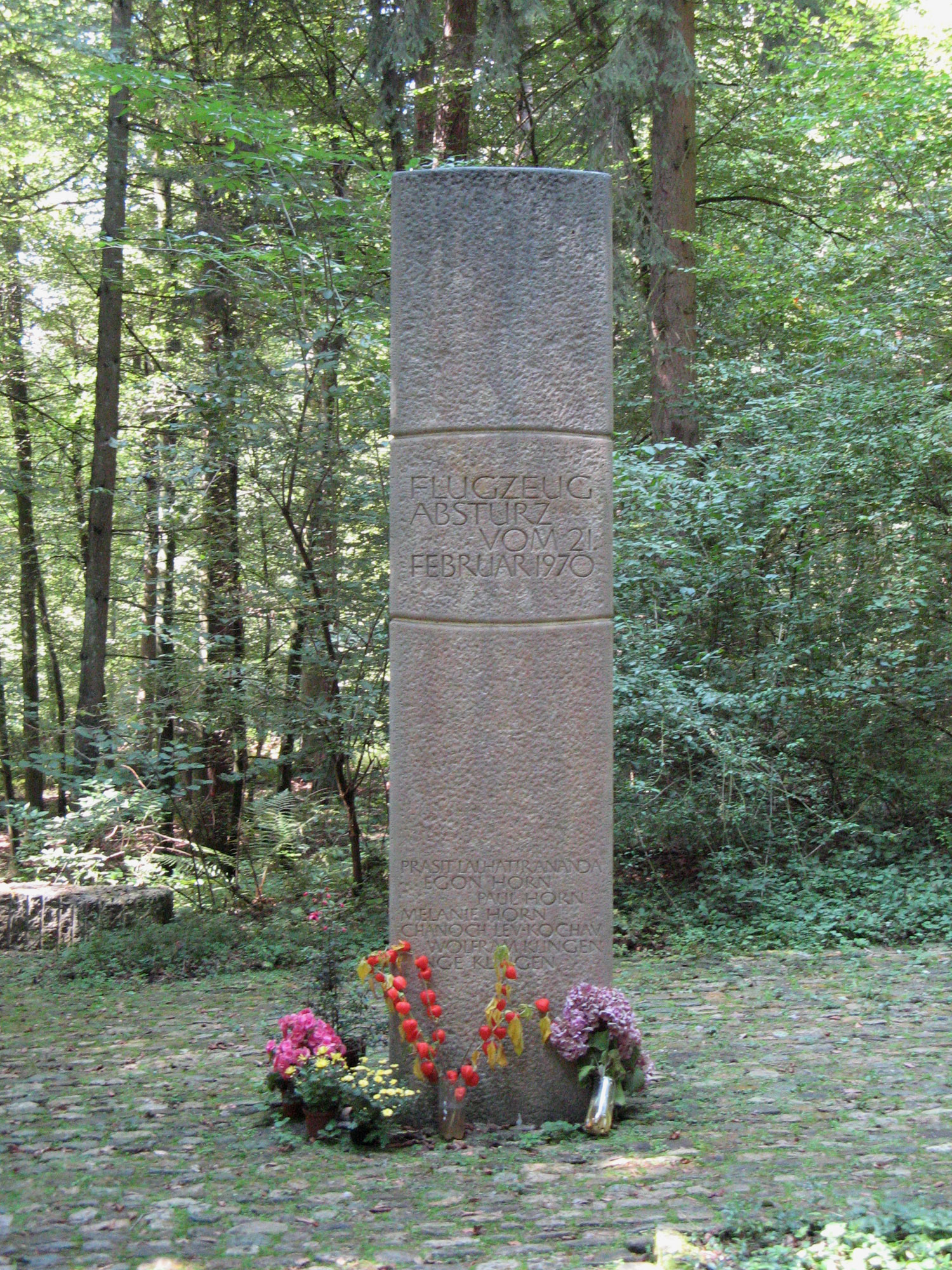
Memorial near the crash site

瑞士航空330號班機（Swissair Flight 330）是瑞士航空一架從瑞士克洛滕蘇黎世機場飛往香港啟德機場的定期航班，中途於以色列特拉維夫本-古里安國際機場轉機。1970年2月21日，兩名巴勒斯坦解放組織成員放置的炸彈在飛機起飛後不久爆炸，導致飛機墜毀，機上 47名乘客和機組人員全數罹難。